# Strong Heart
Strong Heart è il decimo album in studio della cantante statunitense Patty Loveless, pubblicato il 29 agosto 2000 dalla Epic.

## Tracce
1. You're So Cool – 3:57 (Matraca Berg, Carolyn Dawn Johnson)
2. The Last Thing on My Mind – 3:22 (Craig Wiseman, Al Anderson)
3. My Heart Will Never Break This Way Again – 4:15 (Gary Harrison, Matraca Berg)
4. You Don't Get No More – 3:26 (Emory Gordy Jr, Patty Loveless)
5. That's the Kind of Mood I'm in – 3:31 (Rick Giles, Tim Nichols, Gilles Godard)
6. Thirsty – 4:55 (Stewart Harris, Thom Hardwell)
7. Strong Heart – 5:41 (Kris Tyler, Emory Gordy Jr)
8. The Key of Love – 3:39 (Emory Gordy Jr, Al Anderson)
9. She Never Stopped Loving Him – 4:53 (Wally Wilson, Danny Orton)
10. Pieces on the Ground – 4:34 (John Bunzow)

## Classifiche
| Classifica (2000) | Posizione massima |
| ----------------- | ----------------- |
| Stati Uniti       | 126               |